# Caroline (film)
Pour les articles homonymes, voir Caroline.
Caroline est un film québécois en noir et blanc réalisé en 1963 par Georges Dufaux et Clément Perron pour l'Office national du film du Canada.

## Synopsis
- Montréal, 9 août 1963. Une journée dans la vie de Caroline, jeune Montréalaise charmante et élégante de 24 ans, mariée à Claude et maman d'un petit garçon, employée chez Bell Telephone. C'est le jour de son anniversaire et tout au long de la journée, elle pense à sa vie, confortable mais qui ne la comble pas, aux années qui vont défiler sans qu'elle ait fait grand chose de sa vie...

## Fiche technique
- Réalisateurs, scénaristes et monteurs : Georges Dufaux, Clément Perron
- Poèmes : "Mignonne, allons voir si la rose" et "Quand vous serez bien vieille" de Pierre de Ronsard, dits par Jean Dalmain
- Directeur de la photographie : Georges Dufaux
- Musique non originale : "Etude" de Frédéric Chopin, "Berceuse" de Johannes Brahms, chanson "Chanson pour les petites filles", écrite et interprétée par Bernard Montangero
- Son : Claude Pelletier
- Trame sonore : Maurice Blackburn, Kathleen Shannon
- Mixage : Ron Alexander, Roger Lamoureux
- Société de production et de distribution: Office national du film du Canada (ONF)
- Budget : 27168 dollars canadiens
- Durée 27 minutes 23 secondes
- Procédé : 16 mm, Noir et Blanc, son mono
- Copyright : MCMLXIV Office National du Film du Canada
- Sortie :1964

## Distribution
- Carol-Lynne Traynor : Caroline
- Jean Dalmain : le narrateur
- Andrée Lachapelle : la narratrice

## Autour du film
- "Caroline" a été tourné du 8 juillet a 31 août 1963 à Montréal (Guy Street), à Québec (port) et à Cape Cod, avec la collaboration de Bell Telephone Canada (plusieurs séquences sont tournés dans leur ancien business office de Guy Street)